# Radical 197
Le radical 197, qui signifie le sel alimentaire, est un des 6 des 214 radicaux chinois répertoriés dans le dictionnaire de Kangxi composés de onze traits.
Le caractère Unicode de 鹵 est 9E75.

## Caractères avec le radical 197
| nombre de traits          | caractères |
| ------------------------- | ---------- |
| Sans trait supplémentaire | 鹵         |
| 4 traits supplémentaires  | 鹶         |
| 5 traits supplémentaires  | 鹷         |
| 8 traits supplémentaires  | 鹸         |
| 9 traits supplémentaires  | 鹹         |
| 10 traits supplémentaires | 鹺 鹻      |
| 13 traits supplémentaires | 鹼 鹽      |